# Kilchberg (kanton Zurych)
Kilchberg – miejscowość i gmina (Politische Gemeinde) w północnej Szwajcarii, w kantonie Zurych, w okręgu (Bezirk) Horgen. Leży nad Jeziorem Zuryskim.

## Demografia
W Kilchbergu mieszkają 9303 osoby. W 2021 roku 33,2% populacji gminy stanowiły osoby urodzone poza Szwajcarią.

## Współpraca
Miejscowość partnerska:
- Kilchberg (dzielnica Tybingi), Niemcy

## Gospodarka
W mieście ma swoją siedzibę przedsiębiorstwo Lindt & Sprüngli.

## Transport
Przez teren miasta przebiegają autostrada A3 oraz droga główna nr 3.